# Elecciones estatales de Guerrero de 2012
Las elecciones estatales de Guerrero de 2012 se llevaron a cabo el domingo 1 de julio de 2012, y en ellas fueron renovados los siguientes cargos de elección popular:
- 81 ayuntamientos. Compuestos por un Presidente Municipal y regidores, electos para un periodo de tres años no reelegibles para el periodo inmediato.
- 28 Diputados al Congreso del Estado. Electos por mayoría relativa en cada uno de los Distrito Electorales.

## Resultados electorales
| N.º                                       | Municipio                                 | Presidente Electo                         | Partido | Partido | Partido | Partido | Partido | Partido              | Partido       | Coalición               | Coalición        | Votos         | Votos         | Votos          |
| N.º                                       | Municipio                                 | Presidente Electo                         | PAN     | PRI     | PRD     | PT      | PVEM    | Movimiento Ciudadano | Nueva Alianza | Compromiso por Guerrero | Guerrero nos Une | Votos Nulos   | Votos Válidos | Votación Total |
| ----------------------------------------- | ----------------------------------------- | ----------------------------------------- | ------- | ------- | ------- | ------- | ------- | -------------------- | ------------- | ----------------------- | ---------------- | ------------- | ------------- | -------------- |
| 1                                         | Acapulco de Juárez                        | Luis Walton Aburto                        | 28 669  |         |         |         |         |                      | 7 100         | 91 830                  | 147 896          | 10 309        | 275 495       | 285 804        |
| 2                                         | Acatepec                                  | Juan Paulino Neri                         | 2 629   | 2 513   | 4 167   | 113     |         | 1 952                | 71            |                         |                  | 448           | 11 445        | 11 893         |
| 3                                         | Ahuacuotzingo                             | Daniel Casarrubias Hernández              | 337     | 3 697   | 3 433   | 2 876   |         |                      |               |                         |                  | 448           | 10 343        | 10 791         |
| 4                                         | Ajuchitlán del Progreso                   | Carmen Higuera Fuentes                    | 338     | 4 774   | 5 142   |         | 2 758   | 4 611                | 62            |                         |                  | 523           | 17 685        | 18 208         |
| 5                                         | Alcozauca de Guerrero                     | Armando Sánchez de Jesús                  |         | 2 895   | 2 228   |         |         | 1 297                |               |                         |                  | 237           | 6 420         | 6 657          |
| 6                                         | Alpoyeca                                  | Marco Antonio García Morales              | 144     | 1 103   |         |         | 21      |                      |               |                         | 1 747            | 161           | 3 015         | 3 176          |
| 7                                         | Apaxtla                                   | Efraín Peña Damacio                       |         | 875     | 2 151   |         | 84      | 1 766                | 263           |                         |                  | 175           | 5 139         | 5 314          |
| 8                                         | Arcelia                                   | Taurino Vázquez Vázquez                   | 156     | 7 300   | 7 031   |         |         | 250                  |               |                         |                  | 585           | 14 737        | 15 322         |
| 9                                         | Atenango del Río                          | Andrés Cantoran González                  |         | 1 844   | 1 215   | 786     |         |                      | 60            |                         |                  | 132           | 3 905         | 4 037          |
| 10                                        | Atlamajalcingo del Monte                  | Jorge Luis Espinobarrios Galindo          | 207     | 894     | 470     | 145     |         | 562                  | 43            |                         |                  | 147           | 2 321         | 2 468          |
| 11                                        | Atlixtac                                  | Juventino Flores Salgado                  | 2 537   |         | 2 150   | 230     |         | 1 193                | 554           | 2 797                   |                  | 736           | 9 461         | 10 197         |
| 12                                        | Atoyac de Álvarez                         | Ediberto Tabares Cisneros                 | 484     | 10 719  | 7 115   | 315     |         | 4 971                | 481           |                         |                  | 1 661         | 24 085        | 25 746         |
| 13                                        | Ayutla de los Libres                      | Severo Castro Godinez                     | 5 940   | 2 856   |         |         | 7 188   |                      | 227           |                         | 6 089            | 2 021         | 22 300        | 24 321         |
| 14                                        | Azoyú                                     | Luis Justo Bautista                       | 130     | 3 466   | 2 930   |         | 24      | 240                  | 120           |                         |                  | 432           | 6 910         | 7 342          |
| 15                                        | Buenavista de Cuéllar                     | Elías Salgado Samano                      | 364     |         | 202     | 2 754   |         | 88                   | 85            | 2 577                   |                  | 268           | 6 070         | 6 338          |
| 16                                        | Benito Juárez                             | Nicolás Torreblanca García                | 167     | 3 427   | 4 149   |         | 59      |                      | 186           |                         |                  | 378           | 7 988         | 8 366          |
| 17                                        | Coahuayutla de José María Izazaga         | Everardo Barron Ríos                      |         | 2 439   | 3 662   |         |         |                      |               |                         |                  | 31            | 6 101         | 6 132          |
| 18                                        | Cochoapa el Grande                        | Luciano Moreno López                      | 98      | 4 117   | 3 099   | 82      | 111     | 275                  |               |                         |                  | 426           | 7 782         | 8 208          |
| 19                                        | Cocula                                    | César Miguel Peñaloza Santana             | 246     | 2 546   | 2 221   | 105     | 100     |                      | 1 338         |                         |                  | 470           | 6 556         | 7 026          |
| 20                                        | Copala                                    | Sadot Bello García                        | 1 008   |         |         |         |         |                      | 35            | 2 591                   | 2 572            | 306           | 6 206         | 6 512          |
| 21                                        | Copalillo                                 | Bernardo Rosas Linares                    | 138     | 1 762   | 2 228   | 357     |         | 1 851                | 34            |                         |                  | 308           | 6 370         | 6 678          |
| 22                                        | Copanatoyac                               | Manuel Ayala Velázquez                    | 53      | 3 358   | 3 297   | 223     |         |                      | 27            |                         |                  | 478           | 6 958         | 7 436          |
| 23                                        | Coyuca de Benítez                         | Ramiro Ávila Morales                      | 7 611   | 9 353   | 6 916   |         | 208     | 3 630                | 997           |                         |                  | 2 055         | 28 715        | 30 770         |
| 24                                        | Coyuca de Catalán                         | Rey Hilario Serrano                       | 995     | 8 549   | 9 034   | 124     | 65      | 16                   | 59            |                         |                  | 1 210         | 18 842        | 20 052         |
| 25                                        | Cuajinicuilapa                            | Yrineo Loya Flores                        | 3 099   | 2 956   | 3 008   | 645     | 55      | 69                   | 67            |                         |                  | 586           | 9 899         | 10 485         |
| 26                                        | Cualac                                    | Leopoldo Sánchez Morales                  | 408     | 1 188   |         |         | 21      |                      | 498           |                         | 1 194            | 158           | 3 309         | 3 467          |
| 27                                        | Cuautepec                                 | Arquimides Quintero Díaz                  |         |         | 3 492   | 1 320   |         | 75                   |               | 2 102                   |                  | 277           | 6 989         | 7 266          |
| 28                                        | Cuetzala del Progreso                     | Feliciano Álvarez Mecino                  |         | 1 624   | 2 435   |         | 79      |                      | 122           |                         |                  | 212           | 4 260         | 4 472          |
| 29                                        | Cutzamala de Pinzón                       | Isidro Duarte Cabrera                     | 169     | 3 995   | 5 476   | 502     |         |                      |               |                         |                  | 396           | 10 142        | 10 538         |
| 30                                        | Chilapa de Álvarez                        | Francisco Javier García González          | 1 433   |         |         |         |         |                      |               | 21 348                  | 21 089           | 2 147         | 43 870        | 46 017         |
| 31                                        | Chilpancingo de los Bravo                 | Mario Moreno Arcos                        | 3 522   | 44 576  |         |         | 1 692   |                      | 1 647         |                         | 35 601           | 5 116         | 87 038        | 92 154         |
| 32                                        | Zumpango del Río                          | Ignacio Basilio García                    | 653     | 6 717   | 4 185   | 139     | 1 205   | 5 441                | 73            |                         |                  | 1 178         | 18 413        | 19 591         |
| 33                                        | Cruz Grande                               | Ociel Hugar García Trujillo               | 1 044   |         | 5 011   |         |         |                      | 120           | 2 440                   |                  | 319           | 8 615         | 8 934          |
| 34                                        | General Canuto A. Neri                    | Eleuterio Arandas Salgado                 |         | 1 200   | 1 935   | 114     |         |                      |               |                         |                  | 69            | 3 249         | 3 318          |
| 35                                        | General Heliodoro Castillo                | Mario Alberto Chávez Carbajal             | 1 918   | 4 503   | 5 645   | 233     | 303     |                      |               |                         |                  | 717           | 12 602        | 13 319         |
| 36                                        | Huamuxtitlán                              | Joohny Saucedo Romero                     | 2 370   | 1 814   |         |         | 38      |                      |               |                         | 2 750            | 419           | 6 972         | 7 391          |
| 37                                        | Huitzuco de los Figueroa                  | Norberto Figueroa Almazo                  | 711     | 7 272   | 2 787   | 1 155   | 1 731   | 62                   | 264           |                         |                  | 991           | 13 982        | 14 973         |
| 38                                        | Iguala de la Independencia                | José Luis Abarca Velázquez                | 2 848   | 14 668  |         |         | 10 623  |                      | 1 705         |                         | 21 546           | 2 875         | 51 390        | 54 265         |
| 39                                        | Igualapa                                  | Omar González Álvarez                     | 619     | 1 294   | 2 844   | 166     |         |                      |               |                         |                  | 198           | 4 923         | 5 121          |
| 40                                        | Iliatenco                                 | Israel Romero Sierra                      |         | 1 305   | 1 690   |         |         | 865                  | 371           |                         |                  | 133           | 4 231         | 4 364          |
| 41                                        | Ixcateopan de Cuauhtémoc                  | Filiberta Honelia Barrera Bahena          | 141     | 1 833   | 1 899   | 20      | 56      |                      |               |                         |                  | 174           | 3 949         | 4 123          |
| 42                                        | José Joaquín de Herrera                   | Maurino Santos Merino                     | 1 555   | 1 205   | 2 019   | 934     |         | 56                   |               |                         |                  | 329           | 5 769         | 6 098          |
| 43                                        | Juan R. Escudero                          | Elizabeth Gutiérrez Díaz                  | 2 994   | 2 829   |         |         | 1 234   |                      | 288           |                         | 2 893            | 601           | 10 238        | 10 839         |
| 44                                        | Juchitán                                  | Demetrio Guzmán Aguilar                   | 1 190   | 1 084   | 1 414   |         | 15      |                      |               |                         |                  | 236           | 3 703         | 3 939          |
| 45                                        | Chichihualco                              | Leopoldo Ramíro Cabrera Chávez            | 602     | 2 866   | 3 332   | 113     | 1 445   | 1 269                | 114           |                         |                  | 617           | 9 741         | 10 358         |
| 46                                        | Malinaltepec                              | Aristóteles Tito Arrollo                  | 559     | 2 193   | 3 834   | 3 136   |         | 83                   | 59            |                         |                  | 573           | 9 864         | 10 437         |
| 47                                        | Mártir de Cuilapan                        | José Guadalupe Rivera Ocampo              | 681     | 1 025   | 1 881   | 269     | 473     | 1 156                | 1 326         |                         |                  | 494           | 6 811         | 7 305          |
| 48                                        | Marquelia                                 | Javier Adame Montalvan                    | 313     | 1 819   | 3 044   | 235     | 73      |                      | 145           |                         |                  | 409           | 5 629         | 6 038          |
| 49                                        | Metlatónoc                                | Neftalí Hernández Aguilar                 | 921     | 1 402   | 2 456   |         |         | 1 758                |               |                         |                  | 277           | 6 537         | 6 814          |
| 50                                        | Mochitlán                                 | Cevero Espíritu Valenzo                   |         | 1 959   | 2 511   | 410     | 251     | 131                  | 293           |                         |                  | 386           | 5 555         | 5 941          |
| 51                                        | Olinalá                                   | Eusebio González Rodríguez                | 211     | 6 222   |         |         |         |                      |               |                         | 5 199            | 184           | 11 632        | 11 816         |
| 52                                        | Ometepec                                  | Antonio Atenojenes Vázquez Rodríguez      | 5 841   |         |         |         |         |                      | 322           | 9 180                   | 8 397            | 1 368         | 23 740        | 25 108         |
| 53                                        | Pedro Ascencio Alquisiras                 | Francisco Prudencio Hernández Basave      | 20      | 1 260   | 1 453   | 162     |         |                      | 589           |                         |                  | 126           | 3 484         | 3 610          |
| 54                                        | Petatlán                                  | Jorge Ramírez Espino                      |         | 8 082   | 8 024   | 450     | 276     | 80                   | 375           |                         |                  | 1 387         | 17 287        | 18 674         |
| 55                                        | Pilcaya                                   | Sandra Velazquez Lara                     | 1 897   | 901     | 801     | 1 732   | 494     | 45                   | 43            |                         |                  | 225           | 5 913         | 6 138          |
| 56                                        | Pungarabato                               | Reynel Rodríguez Muñoz                    | 252     | 8 349   |         |         |         |                      | 220           |                         | 7 593            | 404           | 16 414        | 16 818         |
| 57                                        | Quechultenango                            | Antonio Navarrete Cortez                  | 560     | 4 373   | 2 543   |         | 2 402   | 3 683                | 59            |                         |                  | 905           | 13 620        | 14 525         |
| 58                                        | San Luis Acatlán                          | Alejandro Contreras Velasco               | 272     |         | 4 131   | 3 668   |         | 242                  | 117           | 4 694                   |                  | 1 056         | 13 124        | 14 180         |
| 59                                        | San Marcos                                | Gustavo Villanueva Barrera                | 6 547   |         |         |         |         |                      | 240           | 5 613                   | 8 755            | 1 076         | 21 155        | 22 231         |
| 60                                        | San Miguel Totolapan                      | Saúl Beltran Orosco                       | 1 437   |         | 4 435   |         |         | 65                   |               | 4 947                   |                  | 279           | 10 884        | 11 163         |
| 61                                        | Taxco de Alarcón                          | Salomón Majul González                    | 8 923   | 19 531  | 13 364  | 1 443   | 1 852   | 587                  | 347           |                         |                  | 2 735         | 46 047        | 48 782         |
| 62                                        | Tecoanapa                                 | Manuel Quiñonez Cortes                    | 4 128   | 4 475   |         |         | 5 796   |                      | 211           |                         | 4 442            | 1 124         | 19 052        | 20 176         |
| 63                                        | Técpan de Galeana                         | Crisoforo Otero Heredia                   | 397     | 7 268   |         |         | 395     |                      | 7 904         |                         | 9 545            | 1 422         | 25 509        | 26 931         |
| 64                                        | Teloloapan                                | Ignacio de Jesús Valladares               | 2 330   | 4 901   |         |         | 673     |                      | 424           |                         | 11 514           | 1 341         | 19 842        | 21 183         |
| 65                                        | Tepecoacuilco de Trujano                  | Antonio Garza Zavaleta                    | 3 906   | 3 837   | 1 487   | 326     | 88      | 3 300                | 202           |                         |                  | 923           | 13 146        | 14 069         |
| 66                                        | Tetipac                                   | Néstor Serrano Rodríguez                  | 1 422   | 3 432   | 1 431   | 59      |         |                      |               |                         |                  | 231           | 6 344         | 6 575          |
| 67                                        | Tixtla de Guerrero                        | Gustavo Alfredo Alcaraz Abarca            | 755     | 4 315   | 5 202   | 524     | 1 049   | 1 419                | 453           |                         |                  | 1 141         | 13 717        | 14 858         |
| 68                                        | Tlacoapa                                  | Efren Merino Sierra                       |         | 1 893   | 1 939   |         |         |                      |               |                         |                  | 147           | 3 832         | 3 979          |
| 69                                        | Tlacoachistlahuaca                        | Amado Ramos Brito                         | 1 802   |         |         |         |         |                      | 209           | 3 216                   | 2 280            | 432           | 7 507         | 7 939          |
| 70                                        | Tlalchapa                                 | María Guadalupe Aguiluz Bautista          | 337     | 2 737   | 3 284   | 180     |         |                      |               |                         |                  | 156           | 6 538         | 6 694          |
| 71                                        | Tlalixtaquilla de Maldonado               | Joel Ángel Romero                         | 85      |         |         |         |         |                      |               | 1 362                   | 1 613            | 66            | 3 060         | 3 126          |
| 72                                        | Tlapa de Comonfort                        | Victoriano Wuences Real                   | 4 905   | 7 423   | 6 984   | 8 660   | 159     | 69                   | 314           |                         |                  | 2 081         | 28 514        | 30 595         |
| 73                                        | Tlapehuala                                | Everaldo Wuences Santamaria               | 190     | 5 243   | 5 121   | 463     |         |                      | 442           |                         |                  | 286           | 11 459        | 11 745         |
| 74                                        | La Unión de Isidoro Montes de Oca         | Crescencio Reyes Torres                   |         | 6 033   | 7 368   | 49      | 42      | 66 146               | 146           |                         |                  | 910           | 13 704        | 14 614         |
| 75                                        | Xalpatláhuac                              | Brijido Lorenzo de Jesús                  | 61      | 1 184   | 1 968   | 884     | 21      | 964                  | 214           |                         |                  | 334           | 5 296         | 5 630          |
| 76                                        | Xochistlahuaca                            | Celerino Rojas Morales                    | 171     |         |         |         |         |                      | 35            | 5 059                   | 6 866            | 614           | 12 131        | 12 745         |
| 77                                        | Xochihuehuetlán                           | Fermín Rivera Peña                        | 577     | 530     | 1 372   | 1 004   |         |                      | 11            |                         |                  | 139           | 3 494         | 3 633          |
| 78                                        | Zapotitlán Tablas                         | Pedro Vargas Ramírez                      | 1 033   | 1 930   |         |         |         |                      |               |                         | 1 295            | 186           | 4 258         | 4 444          |
| 79                                        | Zihuatanejo de Azueta                     | Eric Fernández Ballesteros                | 1 244   | 22 929  |         |         | 481     |                      | 771           |                         | 21 932           | 2 951         | 47 357        | 50 308         |
| 80                                        | Zirándaro                                 | Marcial Cárdenas Sánchez                  | 222     | 4 111   | 4 455   |         |         |                      |               |                         |                  | 186           | 8 788         | 8 974          |
| 81                                        | Zitlala                                   | Francisco Tecuchillo Neri                 | 648     | 3 083   | 3 167   | 339     | 294     | 1 820                | 136           |                         |                  | 721           | 9 487         | 10 208         |
| Total                                     | Total                                     | Total                                     | 130 174 | 323 856 | 212 267 | 37 444  | 43 934  | 46 007               | 32 618        | 159 75                  | 332 808          | 68 968        | 1 318 864     | 1 387 832      |
| Total de municipios por partido/coalición | Total de municipios por partido/coalición | Total de municipios por partido/coalición | 4       | 23      | 33      | 2       | 2       | 0                    | 0             | 7                       | 10               | Lista Nominal | Lista Nominal | 2 343 145      |

### Ayuntamientos
| Partido/Alianza                                     | Partido/Alianza                                  | Municipios | +/-         |
| --------------------------------------------------- | ------------------------------------------------ | ---------- | ----------- |
|                                                     | Partido de la Revolución Democrática             | 33         | 8           |
|                                                     | Partido Revolucionario Institucional             | 23         | 17          |
|                                                     | Guerrero nos Une (PRD, Movimiento Ciudadano, PT) | 10         | 7           |
|                                                     | Compromiso por Guerrero (PRI, PVEM)              | 7          | 3           |
|                                                     | Partido Acción Nacional                          | 4          | Sin cambios |
|                                                     | Partido del Trabajo                              | 2          | 2           |
|                                                     | Partido Verde Ecologista de México               | 2          | Sin cambios |
|                                                     | Movimiento Ciudadano                             | 0          | 2           |
|                                                     | Partido Nueva Alianza                            | 0          | Sin cambios |
| Total                                               | Total                                            | 81         |             |
| Fuente: Instituto Electoral del Estado de Guerrero. |                                                  |            |             |

### Diputaciones
| Partido/Alianza                                     | Partido/Alianza                                  | Distritos Mayoría relativa | +/-         |
| --------------------------------------------------- | ------------------------------------------------ | -------------------------- | ----------- |
|                                                     | Partido de la Revolución Democrática             | 12                         | 1           |
|                                                     | Guerrero nos Une (PRD, Movimiento Ciudadano, PT) | 9                          | 8           |
|                                                     | Partido Revolucionario Institucional             | 5                          | 6           |
|                                                     | Compromiso por Guerrero (PRI, PVEM)              | 2                          | Sin cambios |
|                                                     | Partido Acción Nacional                          | 0                          | 1           |
|                                                     | Partido del Trabajo                              | 0                          | Sin cambios |
|                                                     | Partido Verde Ecologista de México               | 0                          | Sin cambios |
|                                                     | Movimiento Ciudadano                             | 0                          | Sin cambios |
|                                                     | Partido Nueva Alianza                            | 0                          | Sin cambios |
| Total                                               | Total                                            | 28                         |             |
| Fuente: Instituto Electoral del Estado de Guerrero. |                                                  |                            |             |